# Danny Hart
Danny Hart, född 26 april 1989, är en engelsk fotbollsspelare som spelar för St Albans City.
Mittfältaren spelade för Boreham Wood FC 2006/07 när Barnet FC fick upp ögonen för honom. Han köptes sommaren 2007 och fick göra ligadebut i augusti mot Brentford FC. I oktober lånades han ut till Northwood FC och i februari gick han på lån till Wivenhoe Town FC. Där gjorde Hart 5 mål på 11 matcher. Har därefter varit utlånad till både Thurrock och Hemel Hempstead.
Danny Hart bor bara ett stenkast från Underhill Stadium.